# ینس جانسون
ینس جانسون (انگلیسی: Jens Jønsson؛ زادهٔ ۱۰ ژانویهٔ ۱۹۹۳) بازیکن فوتبال اهل دانمارک است که در پست هافبک برای باشگاه آ. ا. ک آتن در سوپر لیگ فوتبال یونان بازی می‌کند.
وی همچنین در تیم‌های ملی فوتبال دانمارک، زیر ۱۷ سال دانمارک, زیر ۱۹ سال دانمارک, زیر ۲۰ سال دانمارک، زیر ۲۱ سال دانمارک، و زیر ۲۱ سال دانمارک، و دانمارک بازی کرده‌است.